# Гіннунгагап
Гіннунгагап (давньоісландською Ginnungagap) — первинний хаос, світова безодня. Сама по собі вона позбавлена життя, але там виникло два світи — Ніфльгейм і Муспельгейм, і від їх взаємодії в порожнечі світової безодні зародилось перше живе створіння — велетень Імір (Аургельмір).
Ginnungagap складається з двох слів: ginnunga та gap. Давньоскандинавське слово gap означає те саме, що й у сучасній англійській мові, однак значення ginnunga невідоме. Нідерландський дослідник германської лінгвістики та германської міфології Ян Де Фріс припустив, що його можна інтерпретувати як «магічний заряд».
Відповідно до поеми Völuspá («Пророкування вельви») Гіннунгагап описується як місце, де не було ні неба, ні землі, ні піску, ні трави, ні прохолодних хвиль. Це була епоха, коли нічого не існувало.
У північній частині Гіннунгагапу панував сильний холод і темрява, це місце — Ніфльгейм. У південній частині була надзвичайна спека і вогонь — це Муспельгейм. Створення космосу почалося, коли два кінці почали рухатися назустріч один одному, поки не зустрілися в центрі Гіннунгагапа.